# Ali Boussaboun
Ali Boussaboun est un footballeur marocain né le 11 juin 1979 à Tanger au Maroc.ppp

## Carrière
Ali naît à Tanger au Maroc et immigre à l'âge de quatre ans aux Pays-Bas. Il commence le football dans les rues de La Haye et est inscrit par son père dans le club du RKAVV Laakkwartier, club dans lequel il est vite repéré par l'ADO La Haye, club dans lequel il fait ses débuts en équipe B. En 1996, il signe son premier contrat professionnel. Avec l'ADO La Haye, il est un élément clé du club pendant quatre saisons. Il poursuit sa carrière en Eredivisie au FC Groningue, puis au NAC Breda avant de faire son plus grand transfert en 2005, notamment au Feyenoord Rotterdam, club dans lequel il a du mal à s'y faire sa place.

### Sélections en équipe nationale
| Caps | Date       | Match                 | Lieu           | Score | Compétition       |
| 1    | 26/03/2005 | Maroc - Guinée        | Rabat          | 1 - 0 | Elim. CAN/CM 2006 |
| 2    | 04/06/2005 | Maroc - Malawi        | Rabat          | 4 - 1 | Elim.CAN/CM 2006  |
| 3    | 18/06/2005 | Kenya - Maroc         | Nairobi        | 0 - 0 | Elim.CAN/CM 2006  |
| 4    | 17/08/2005 | Togo - Maroc          | Rouen          | 1 - 0 | Amical            |
| 5    | 03/09/2005 | Maroc – Botswana      | Rabat          | 1 - 0 | Elim.CAN/CM 2006  |
| 6    | 08/10/2005 | Tunisie - Maroc       | Rades          | 2 - 2 | Elim. CM 2006     |
| 7    | 15/11/2005 | Cameroun - Maroc      | Clairefontaine | 0 - 0 | Amical            |
| 8    | 09/01/2006 | Maroc - RD Congo      | Rabat          | 3 - 0 | Amical            |
| 9    | 14/01/2006 | Maroc - Zimbabwe      | Marrakech      | 1 - 0 | Amical            |
| 10   | 17/01/2006 | Maroc - Angola        | Rabat          | 2 - 2 | Amical            |
| 11   | 21/01/2006 | Côte d’Ivoire - Maroc | Le Caire       | 1 - 0 | CAN 2006          |
| 12   | 24/01/2006 | Egypte - Maroc        | Le Caire       | 0 - 0 | CAN 2006          |
| 13   | 28/01/2006 | Libye - Maroc         | Le Caire       | 0 - 0 | CAN 2006          |
| ---- | ---------- | --------------------- | -------------- | ----- | ----------------- |

### Clubs
- 1996 - 2001 : ADO La Haye  Pays-Bas
- 2001 - 2002 : FC Groningue  Pays-Bas
- 2002 - 2005 : NAC Breda  Pays-Bas
- 2005 - 2007 : Feyenoord Rotterdam  Pays-Bas
  - Janv.2007 - 2007 : FC Utrecht  Pays-Bas (prêt)
- 2007 - 2008 : Al-Wakrah  Qatar
- 2008 - 2009 : FC Utrecht  Pays-Bas
- 2009 - 2010 : Al Nasr Dubai  Émirats arabes unis
- 2010 - 2011 : NAC Breda  Pays-Bas
- Déc.2011-2012 : ADO La Haye  Pays-Bas

## Palmarès
Néant